# BMZ (Unternehmen)
Die BMZ Holding GmbH (BMZ Group) mit Hauptsitz in Karlstein am Main ist ein deutsches Unternehmen zur Herstellung von Batteriesystemen für Automotive, E-Mobility, Storage, Medical- und Industrial-Anwendungen sowie Power- und Garden-Tools. Es wurde 1994 gegründet und hatte im Jahr 2023 nach eigenen Angaben weltweit mehr als 2.300 Mitarbeiter. Der Schwerpunkt der Produktion befindet sich in Deutschland.

## Geschichte
Das Unternehmen wurde 1994 durch ein Management-Buy-Out übernommen, da die Saft GmbH sich von ihrem Akkumulatoren-Bereich trennte.
In den Anfangsjahren kümmerte sich das Unternehmen mit seinen zwölf Mitarbeitern um die Auftragskonvertierung.
Die BMZ Group ist mit Standorten in Europa, Asien und Nordamerika international vertreten.

## Unternehmensstruktur
Die BMZ Group besteht aus folgenden Unternehmen:
- seit 1994: BMZ Germany GmbH, Karlstein a.Main, Deutschland
- seit 2006: BMZ Company Ltd., Shenzhen, China
- seit 2008: Batteryuniversity GmbH, Karlstein am Main, Deutschland
- seit 2010: BMZ Poland Sp. z o.o., Gliwice, Polen
- seit 2011: BMZ USA Inc., Virginia Beach, USA
- seit 2015: BMZ France S.A.R.L., Paris, Frankreich
- seit 2017: BMZ Japan KK, Saitama, Japan
- seit 2019: KION Battery Systems, Joint Venture, Karlstein am Main, Deutschland
- seit 2020: BMZ Innovation Group Ltd., Cambridge, Vereinigtes Königreich
- seit 2021: APA GmbH, Alzenau, Deutschland[7]
- seit 2021: TerraE GmbH, Karlstein am Main, Deutschland
- seit 2022: Schütz Kunststofftechnik GmbH, Großwallstadt, Deutschland[8]
- seit 2023: VISATRONIC GmbH, Mainhausen, Deutschland[9]
- seit 2023: BMZ Nordmazedonien, Skopje, Nordmazedonien
- seit 2023: BMZ Brasilien
- seit 2023: SoCo Ltd.,[10] Birkirkara, Malta[11]
  - Nox Cycles GmbH, Berlin, Deutschland[12]
  - Nox Cycles Austria GmbH, Schlitters, Österreich[12]
  - HAWK Bike Sales GmbH, Berlin, Deutschland[12]